# Tworzymir
Tworzymir – staropolskie imię męskie. Składa się z członu Tworzy- ("tworzyć") -mir ("pokój"). Oznacza prawdopodobnie "ten, który stwarza (kreuje) pokój".
Tworzymir imieniny obchodzi 26 marca.